# Pallenopsis hoeki
Pallenopsis hoeki är en havsspindelart som beskrevs av Miers, E.J. 1884. Pallenopsis hoeki ingår i släktet Pallenopsis och familjen Phoxichilidiidae. Inga underarter finns listade i Catalogue of Life.